# Księga gości
Księga gości – element strony WWW pozwalający odwiedzającym zostawić krótki komentarz dotyczący odwiedzanej strony. Księga gości pełni najczęściej rolę pośrednika między gościem a autorem strony. W zależności od charakteru wpisu: odwiedzający może podać swój adres e-mailowy, swoją stronę WWW lub nawet swój prywatny adres. Treść księgi gości jest zazwyczaj na bieżąco moderowana przez jej właściciela. 

## Zastosowanie na stronach komercyjnych
Na stronach typu e-commerce księga gości często nosi nazwę "opinie klientów" – i służy klientom do wyrażania swoich opinii na temat działania np. sklepu internetowego. Ta forma księgi gości rządzi się swoimi prawami: np. by dodać opinię trzeba być klientem danej instytucji. Często spotykanym elementem jest również tzw. rating - dzięki któremu wystawiający opinie może dodatkowo ocenić stronę (np. w skali od 1 do 10). Tego typu księga gości najczęściej sprawdza każdy wpis przed opublikowaniem go na stronie (praktyka ta chroni przed nieuczciwymi opiniami konkurencji).